# Maurício Rua
Maurício Milani Rua (Curitiba, 25 november 1981) - bijnaam Shogun - is een Braziliaans professionele MMA-vechter. Hij was van mei 2010 tot maart 2011 UFC-kampioen in het lichtzwaargewicht (tot 93 kilo) en was winnaar van de Pride Middleweight Grand Prix in 2005.

## Carrière
Rua debuteerde in 2002 in MMA en won zijn eerste vier gevechten allemaal middels knock-out (KO) of technisch knock-out (TKO). Zijn landgenoot Renato Sobral bracht hem daarna zijn eerste nederlaag toe door middel van een submissie (guillotine choke). Rua tekende in oktober 2003 vervolgens bij Pride, waarvoor hij in de volgende 3,5 jaar dertien partijen vocht. Daarvan won hij er twaalf. Alleen Mark Coleman versloeg hem in die periode doordat Rua niet verder kon vanwege een gebroken arm. Zijn hoogtepunt binnen Pride was het winnen van de Grand Prix in het middengewicht in 2005. Hiervoor versloeg hij achtereenvolgens Quinton Jackson (TKO), Antonio Rogério Nogueira (unanieme jurybeslissing), Alistair Overeem (TKO) en in de finale Ricardo Arona (KO). In zijn laatste Pride-gevecht in 2007 versloeg hij Overeem opnieuw (KO). 
Rua debuteerde in september 2007 onder de vlag van de UFC met een nederlaag tegen Forrest Griffin (submissie). In zijn volgende twee partijen herstelde hij zich met twee TKO-zeges op Coleman en Chuck Liddell. Na deze overwinningen mocht hij voor de titel in het lichtzwaargewicht strijden tegen landgenoot Lyoto Machida. De jury wees na afloop van de partij voor Machida unaniem aan als winnaar. De UFC gaf Rua in 2010 een tweede kans om voor de titel te vechten. Ditmaal versloeg hij Machida via een KO in de eerste ronde en werd hij tot kampioen gekroond. Het duurde even voordat Shogun zijn titel kon verdedigen omdat hij gekweld werd door een knieblessure. Na bijna een jaar van afwezigheid stapte hij weer in de kooi om het tegen Jon Jones op te nemen. Die domineerde het gevecht en pakte Rua zijn titel af via een TKO in de derde ronde.

## Privé
Voordat Rua begon aan zijn bokscarrière, werkte hij als model in Brazilië. Hij was zowel fotomodel als mannequin. Hij trouwde in 2007 met een fysiotherapeute.